# Monumento al Papa Juan Pablo II (Sídney)
El Monumento al Papa Juan Pablo II, es una estatua de bronce que representa al Papa Juan Pablo II, que se encuentra en un lateral de la Catedral de Santa María de Sídney en la ciudad de Sídney (Nueva Gales del Sur, Australia).

## Historia
Se trata de una estatua de bronce con una base de hormigón. El Papa sostiene una rama de palma en la mano izquierda y levanta su mano derecha en un gesto de bienvenida. Karol Wojtyła aparece vestido con su túnica papal y la mitra, en la que también se encuentra la corona de espinas de Jesucristo. La estatua fue esculpida por el escultor italiano Fiorenzo Bacci y fue donada a la Catedral de Santa María a través de los esfuerzos de la comunidad italo-australiana de Sídney. El monumento fue inaugurado el 19 de abril de 2008, coincidiendo con los meses previos al inicio de la Jornada Mundial de la Juventud 2008, precisamente celebrada en la ciudad de Sídney.
Con su inauguración, la estatua une simbólicamente la Catedral de Sídney con el Templo Nacional de María Madre y Reina en Trieste, que recuerda la consagración de Italia a la Inmaculada Concepción de la Virgen María.